# Tegestria borneensis
Tegestria borneensis is een hooiwagen uit de familie Epedanidae.